# Stichtse Brug
De Stichtse Brug zijn twee parallelle verkeersbruggen tussen de Nederlandse provincies Noord-Holland en Flevoland. De eerste brug werd op 29 november 1983 opengesteld.
De bruggen lopen van Blaricum naar de grens tussen Almere en Zeewolde in Flevoland. Over de brug loopt de rijksweg 27 (A27), die zich westwaarts naar Almere buigt, en een parallelweg.
Voor het doortrekken van de A27 kwam deze uit bij de huidige afslag bij de Waterlandseweg (voor de richtingen Almere, Lelystad of rijksweg A6) of Gooiseweg (voor de richtingen Zeewolde, Harderwijk, Biddinghuizen, Kampen). Aan de Almeerse kant is, na aanleg van de tweede Stichtse Brug, bij het informatiepaneel een routeverkorting geformaliseerd met een aangelegde trap met fietsgoot.